# Града

Кладограмма биологической группы. Зелёным цветом выделена града, красным и синим — клады

Гра́да — группа организмов в биологической систематике, соответствующая определённому уровню морфологического или физиологического развития. Термин введён британским биологом Джулианом Хаксли в 1959 году с целью отличать подобные группы от клад — групп организмов, выделяемых на основании общности происхождения. Понятие грады дополняет понятие клады как строго филогенетической единицы. В традиционных биологических классификациях таксоны могут быть как кладами, так и градами (или не относиться ни к одной из этих категорий); этот подход характерен и для эволюционной таксономии, в то время как в кладистике признают лишь те таксоны, которые являются кладами.

## Определение
Эволюционная града — это группа видов, объединённых морфологическим или физиологическим сходством (набором черт), породившая одну или более групп, резко отличающихся от этого предкового состояния и потому не считающихся её частью. Предковая группа не считается таким образом, филогенетически единой, то есть представляет собой парафилетическую (а иногда — и полифилетическую) группу организмов.
Наиболее наглядный и часто упоминаемый пример — рептилии (пресмыкающиеся). В начале XIX века французский натуралист Пьер Андре Латрейль впервые разделил четвероногих на четыре класса: амфибий, рептилий, птиц и млекопитающих. В его системе рептилии характеризовались как пойкилотермные, яйцекладущие, покрытые чешуёй или костяными пластинками позвоночные. Хотя предки млекопитающих и птиц также имели эти признаки, сами птицы и млекопитающие их утратили и, таким образом, по Латрейлю уже не относятся к рептилиям, а образуют самостоятельные таксоны того же ранга.
Парафилетические таксоны часто, но не всегда являются градами. В некоторых случаях парафилетические таксоны объединены лишь тем, что не относятся к другим группам (того же ранга), и в этом ситуации их иногда называют мусорными; такой таксон может быть даже полифилетическим.

## Примеры

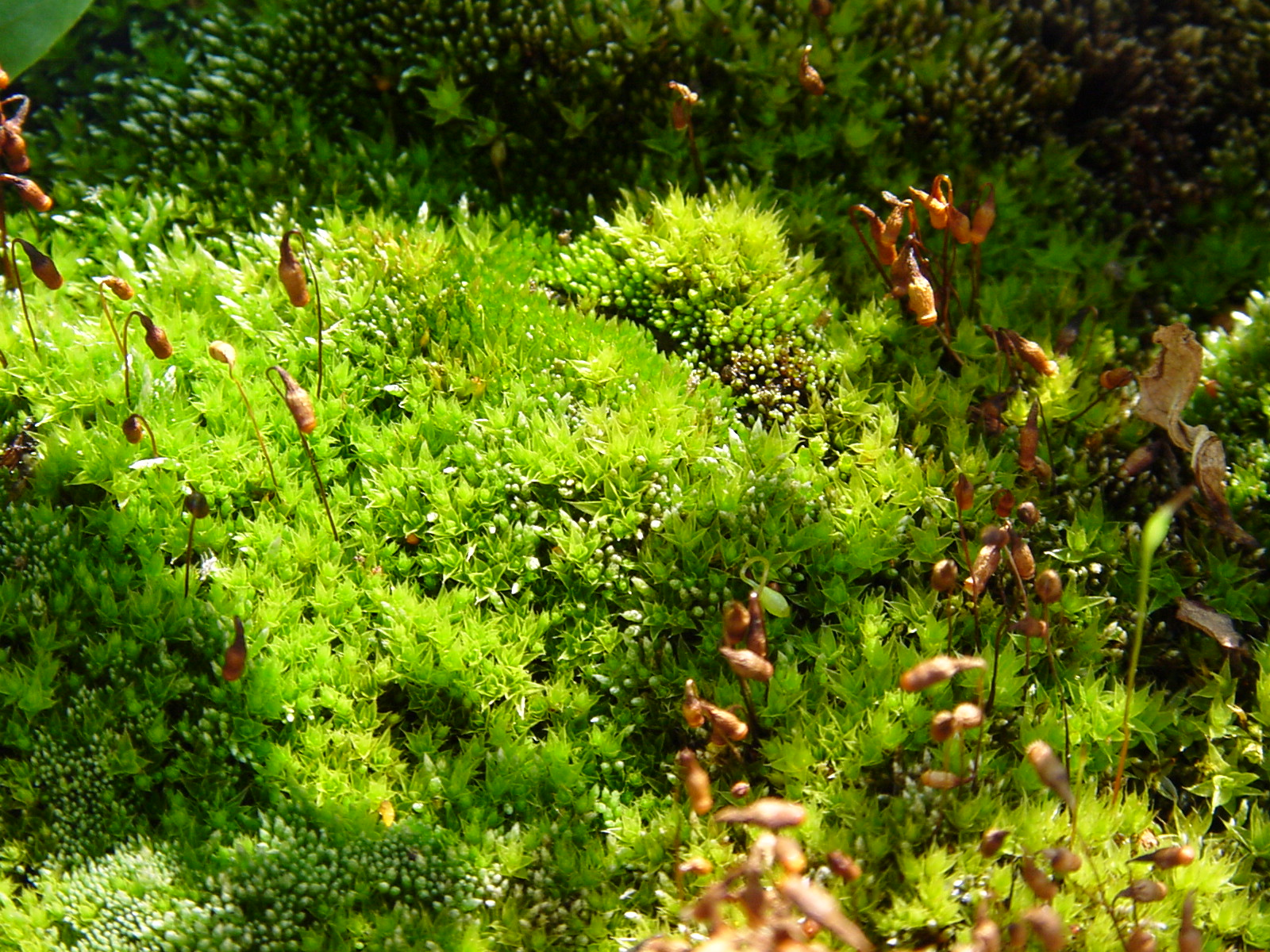
Bryophyta, мхи в широком смысле — физиологически примитивные наземные растения

- Мохообразные (бриофиты) долгое время считались естественной группой, определяемых как «бессосудистые наземные растения с доминированием гаметофита в жизненном цикле». Молекулярные свидетельства показали, что мхи — не монофилетическая группа, и настоящие мхи, печеночники и Антоцеротовидные представляют собой отдельные линии, причём последние филогенетически ближе к сосудистым растениям[5].
- Рыбы являются градой, так как от них произошли четвероногие, анатомия и физиология которых претерпела серьёзную перестройку в связи с приспособлением к наземному образу жизни. Градами (по той же причине) оказываются и такие таксономические подразделения рыб, как костные рыбы и лопастепёрые рыбы[6].
- Амфибии в биологическом смысле (включая вымерших лабиринтодонтов) — града, из которой эволюционировала клада амниот, намного лучше приспособленных к наземному образу жизни[6].
- Рептилии являются градой, так как из этой группы эволюционировали динозавры с их выраженной теплокровностью и высоким уровнем метаболизма[7][8].
- Ящерицы — града, в отличие от эволюционировавшей от нее клады змей, представители которой достигли высокой степени специализации в передвижении без использования конечностей[9][10][11].